# Афіксація в німецькій мові
Афіксація — це творення слів за допомогою афіксів (суфіксів і префіксів). У німецькій мові афіксація відбувається шляхом додавання до основи слова суфікса або префікса, в результаті чого утворюється нова одиниця мови.

## Суфіксація
Кожен словотвірний суфікс, в першу чергу, вказує на відношення слова до тої чи іншої частини мови. У зв'язку з цими властивостями існує морфологічна класифікація суфіксів, тобто їх поділ на категорії відповідно до частин мови. За допомогою суфіксів іменник утворюється від дієслова (arbeiten — der Arbeiter) чи від прикметника (frei — die Freiheit), і навпаки — прикметники та дієслова утворюються від іменника, займенника (der Berg — bergig, laut — lautieren).
За допомогою суфіксів -er, -ler, -ner, -aner, -enser утворюються слова чоловічого роду: Städter, Berliner, Bildner, Künstler, Afrikaner, Hallenser. Вказані іменники називають особу, діяльність, рід занять, походження, властивості яких пов'язані з предметами чи явищами, виражені основним словом. Суфікс -in використовують при утворенні жіночого роду від основ відповідних іменників чоловічого роду (Lehrerin, Studentin, Amerikanerin).
Зазвичай, для побудови абстрактних та збірних назв служать продуктивні суфікси іменників жіночого роду -ung, -ei(-erei), -heit(-keit), -schaft і суфікс середнього роду -tum. Що стосується суфіксу -ung, то він в першу чергу утворює абстрактні назви від дієслів: erklären — die Erklärung, bemühen — die Bemühung, erkälten — die Erkältung. Такі іменники означають процес або результат процесу, пов'язаного з відповідним дієсловом. Зі збірним значенням вживаються іменники die Regierung, Kleidung, Rüstung та інші.
Іменники жіночого роду з суфіксом -ei та його формою -erei означають дію чи стан, які пов'язані зі значенням основи (die Fischerei, die Malerei), а також місце, де відбувається відповідна дія (die Bäckerei, die Fleischerei). Інколи ці суфікси використовують для вираження зневаги, насмішки, засудження по відношенню до тієї чи іншої дії чи стану, наприклад die Schreiberei — писанина (ірон.).
Суфікс -heit утворює іменники жіночого роду переважно абстрактного значення (якість, властивість, стан, відрізок часу), пов'язаного зі значенням похідних основ: schlau — die Schlauheit, bescheiden — die Bescheidenheit. Утворення збірних іменників відбувається за допомогою суфікса жіночого роду -schaft (die Studentenschaft, die Bauernschaft) і суфікса середнього роду -tum (das Menschentum, das Bauerntum). Суфікси -chen і -lein утворюють іменники зменшеності середнього роду, а також іменники з відтінками пестливості, зневаги чи насмішки (das Häuschen, das Bachlein, das Mägdlein). Спеціального семантичного забарвлення не мають суфікси середнього та жіночого роду -sal i -nis (das Gefängnis, das Begräbnis; die Kenntnis, die Wildnis; das Schicksal, die Mühsal).
У сучасній німецькій мові існує велика кількість запозичених слів, у яких повторюються одні й ті ж суфікси. Отже суфікси чоловічого роду -ist, -at, -eur, -ant, -ent, -ier, -ieur, -or (der Student, der Aspirant, der Kandidat, der Ingenieur, der Pionier, der Professor), жіночого роду -tion, -ion, -ur, -age, -tät, -ie (die Demonstration, die Union, die Diktatur, die Reportage, die Partie), а також суфікси іменників середнього роду -at, -ment, -ium, які означають предмети, приміщення тощо (das Attestat, das Dokument, das Auditirium).

## Префіксація
Префіксація як спосіб словотворення відрізняється від суфіксального тим, що префікси не служать морфологічними показниками граматичних категорій частин мови. Для більшості префіксальних утворень характерно зберігання похідними словами граматичних парадигм основного слова. Префікси також поділяють на іменникові (un-, miss-, ur-, erz-, ge-, anti-, neo-) та дієслівні (miss-, zer-, er-, ver-, be-, ent-, emp-, ge-). Префікси, як правило, означають ознаку відповідного предмета чи явища, що конкретизує значення похідної основи.
Іменникові синонімічні префікси un— і miss- виражають заперечну ознаку предмета (das Unglück, die Unabhängigkeit, die Unbalance, der Misserfolg, die Missachtung, das Missbelieben). Префікс ur- виражає давність, первісність, наприклад das Urbild; der Urtext; der, die Uralte. Для підвищення негативного значення у деяких іменниках, а також для означення вищого сану чи рангу (в церковній термінології) вживають префікс erz- (der Erzengel, der Erzfeind, der Erzschelm). Префікс ge- зустрічається в ряді іменників, утворених від дієслівних (singen — der Gesang — der Sänger, helfen — der Gehilfe) та від іменникових основ (das Bild — das Gebilde, der Berg — das Gebirge).
Запозиченими в німецькій мові є префікси anti- і neo- з латинської та давньогрецької мов, які отримали особливе розповсюдження в мові. Префікс anti- вживають у значенні протилежності або протидії (das Antiallergikum, die Antibakterialwirkung, das Antidepressant); neo- зі значенням «новий» (das Neobarock, der Neoklassizismus).

## Місце афіксації в німецькій мові
У розвитку словникового складу сучасної німецької мови афіксація займає менш важливе місце, ніж безафіксне словотворення чи словоскладання.